# Partido Nacional Ciudadano
El Partido Nacional Ciudadano (PNC) fue un partido político chileno de extrema derecha ultraconservadora, fundado en 2019 y legalizado al año siguiente. En febrero de 2022 el partido fue disuelto al no alcanzar los votos necesarios para mantener su legalidad.

## Historia
René Rubeska (consejero regional de La Araucanía entre 2014 y 2018) renunció el 5 de marzo de 2019 como militante de Renovación Nacional junto a otros militantes base del partido. Previo a eso, anunció que iba a crear un nuevo «Partido Nacional» (no relacionado con otros partidos de igual o similar denominación existentes anteriormente en el país, como Avanzada Nacional o Partido Nacional).
El partido fue fundado casi dos meses y medio más tarde, el 17 de mayo de 2019 en Villarrica (comuna donde Rubeska ejerció como concejal entre 2004 y 2012).
El partido fue legalizado solamente en 3 regiones contiguas (La Araucanía, Los Ríos y Los Lagos) el 13 de abril de 2020. Cumpliendo así el mínimo de regiones que exige el Servicio Electoral de Chile (Servel) a un partido político para lograr su conformación como tal.
El 7 de enero de 2021 fue inscrito el pacto denominado «Ciudadanos Cristianos» para las elecciones de convencionales constituyentes —en conjunto con el Partido Conservador Cristiano— además del pacto «Ciudadanos Independientes» para las elecciones de alcaldes y concejales, en donde el PNC estuvo solo. También el partido inscribió la candidatura de René Rubeska, presidente del partido, para gobernador regional de la Araucanía, quien resultó último lugar. En aquellas elecciones obtuvieron un concejal a nivel nacional
El 10 de junio el consejo general ampliado del partido proclamó como abanderado presidencial al excandidato a gobernador regional René Rubeska, a pesar de no contar con los requisitos legales para dicha candidatura. El 19 de agosto de 2021 el partido inscribió el pacto «Independientes Unidos» para las elecciones parlamentarias y de consejeros regionales junto al partido Centro Unido.

## Directiva
La directiva central del partido, existente desde 2019 hasta su disolución en 2022, fue la siguiente:
- Presidente: René Rubeska.
- Vicepresidente: Mario Zuloaga.
- Secretario: Miguel Ángel Arteaga.
- Subsecretario: Luis Alberto Care.
- Tesorero: Vaslav Rubeska.
- Protesorera: Sandra Acuña.
- Directores:
  - Claudio Salazar.
  - Claudia Cantero.

## Autoridades

### Concejales
El concejal electo para el periodo 2021-2024, perteneciente al partido, es:
| Nombre       | Comuna     | Región                 |
| ------------ | ---------- | ---------------------- |
| Víctor Durán | Villarrica | Región de La Araucanía |

## Resultados electorales

### Elecciones parlamentarias
|  | 0,16 % |

|  | 0,16 % |

### Elecciones municipales
|  | 0,05 % |

|  | 0,13 % |

### Elecciones de convencionales constituyentes
| Elección | Votos  | % de votos      | Escaños |
| -------- | ------ | --------------- | ------- |
| 2021     | 10 021 | \| \| 0,18 % \| | 0/155   |
|          | 0,18 % |                 |         |